# Lantosque
Lantosque település Franciaországban, Alpes-Maritimes megyében. Lakosainak száma 1197 fő (2022. január 1.). Lantosque La Bollène-Vésubie, Lucéram, Moulinet, Roquebillière, Utelle és Venanson községekkel határos.

## Népesség
A település népességének változása:
| Lakosok száma | 1057 | 772  | 972  | 1224 | 1318 | 1314 | 1312 | 1241 | 1206 | 1197 |
|               | 1968 | 1982 | 1990 | 2006 | 2013 | 2015 | 2017 | 2019 | 2020 | 2022 |